# Świętniki (rejon trocki)
Świętniki (lit. Šventininkai; pol. hist. Świątniki) – wieś na Litwie, w okręgu wileńskim, w rejonie trockim, w gminie Stare Troki, nad jeziorem Świętniki i przy drodze magistralnej A4.

## Historia
Pod zaborami wieś, osada i karczma; w II Rzeczypospolitej wieś i parcele. W XIX i w początkach XX w. położone były w Rosji, w guberni wileńskiej, w powiecie trockim, w gminie Międzyrzecz. Znajdowała się tu kaplica katolicka, będąca filią parafii w Starych Trokach, w 1890 już nieistniejąca. Po I wojnie światowej pod administracją polską, w Zarządzie Cywilnym Ziem Wschodnich. W latach 1920–1922 w składzie Litwy Środkowej.
Od 11 kwietnia 1922 leżały w Polsce, w województwie wileńskim, w powiecie wileńsko-trockim, do 1 kwietnia 1927 w gminie Landwarowo, następnie w gminie Troki. W 1931 miejscowość liczyła:
- wieś – 305 mieszkańców, zamieszkałych w 51 budynkach,
- parcele – 135 mieszkańców, zamieszkałych w 19 budynkach[2].

Po II wojnie światowej w granicach Związku Sowieckiego. Od 1991 na niepodległej Litwie.

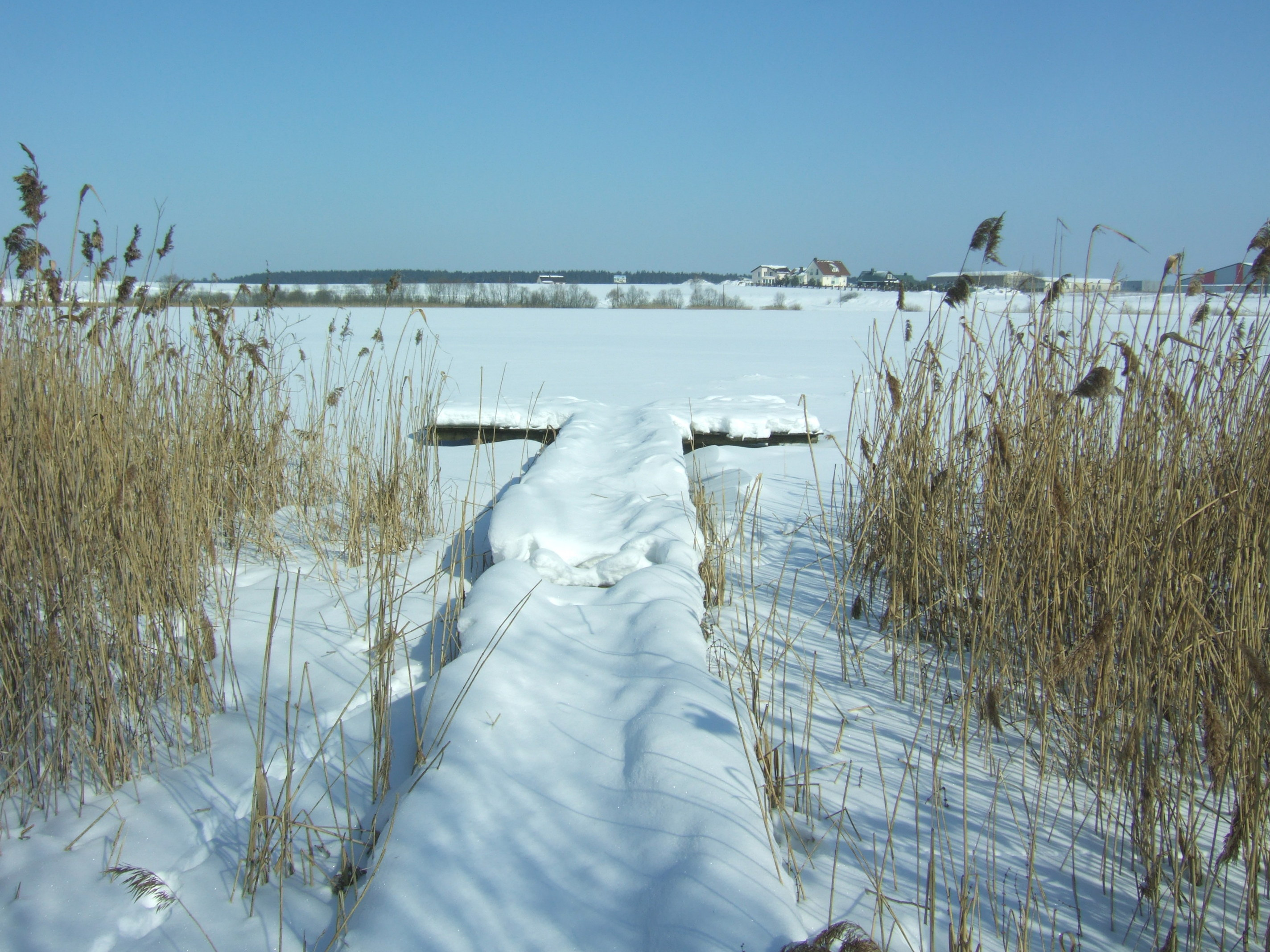
jezioro Świętniki
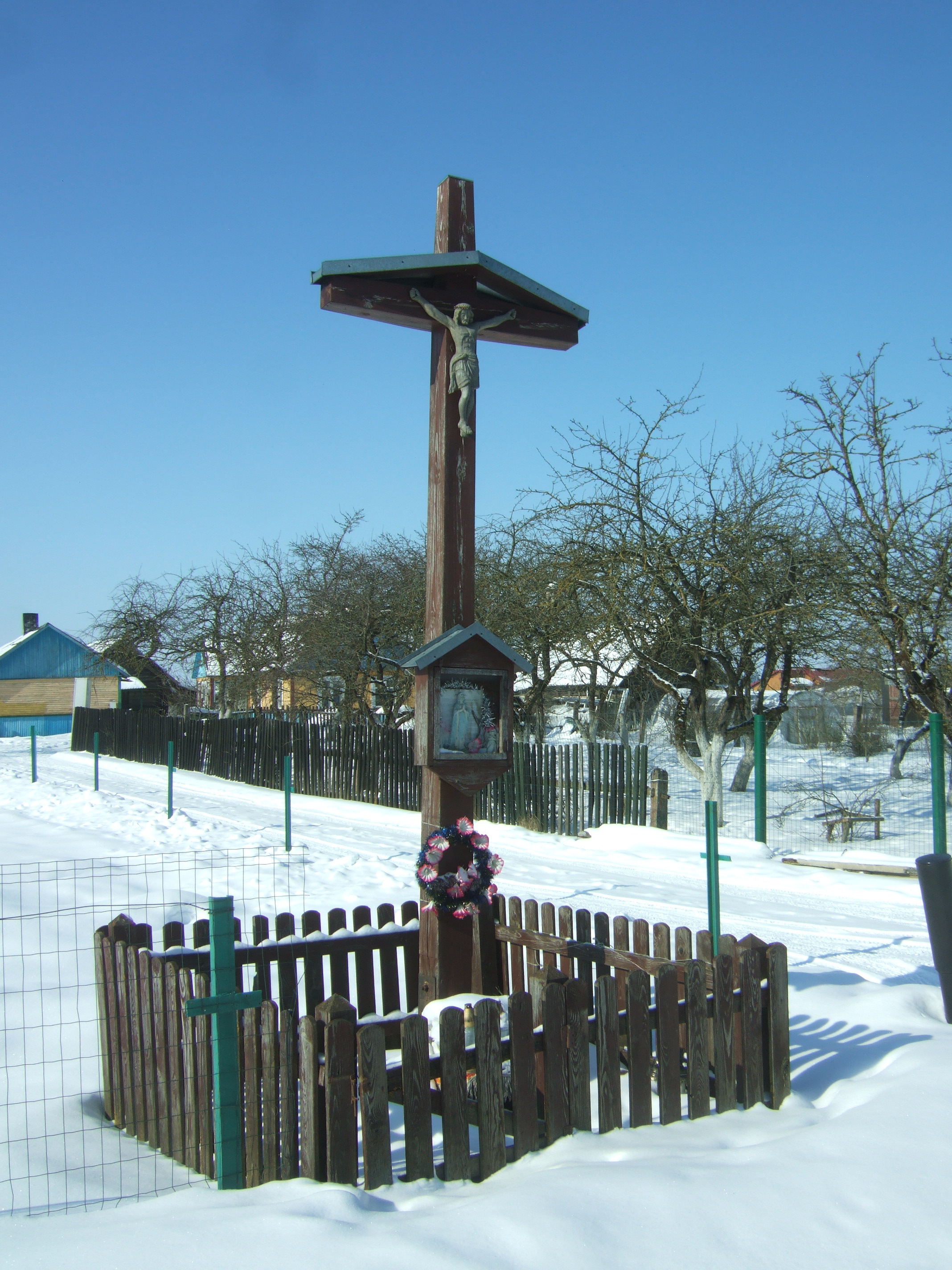